# Psychotria nieuwenhuizii
Psychotria nieuwenhuizii är en måreväxtart som beskrevs av Theodoric Valeton. Psychotria nieuwenhuizii ingår i släktet Psychotria och familjen måreväxter. Inga underarter finns listade i Catalogue of Life.